# Cybaeus auriculatus
Espèce
Cybaeus auriculatus est une espèce d'araignées aranéomorphes de la famille des Cybaeidae.

## Distribution
Cette espèce est endémique de Corée du Sud. Elle se rencontre dans le district de Sancheong.

## Description
Le mâle holotype mesure 3,15 mm.

## Publication originale
- Seo, 2017 : Three new species and four new records of the families Cybaeidae and Gnaphosidae (Araneae) from Korea. Journal of Species Research, vol. 6, Special Edition, p. 114-124.